# 우리들의 일기
"우리들의 일기"는 2017년에 개봉한 대한민국의 영화이다.

## 캐스팅
- 윤성모 : 강수호 역
- 신지훈 : 김현수 역
- 정한비 : 경아 역
- 조민호 : 진영 역
- 이형원 : 필호 역
- 송은율 : 소연 역
- 문채홍 : 유미 역
- 공정환 : 서울건달 1 역
- 장원 : 서울건달 2 역
- 이재우 : 학년통 (고등학교) 역
- 양택호 : 허리케인 멤버 1 (고등학교) 역
- 유성훈 : 허리케인 멤버 2 (고등학교) 역
- 정대곤 : 학생 1 (고등학교) 역
- 오충환 : 학생 2 (고등학교) 역
- 조우성 : 학생 3 (고등학교) 역
- 한창현 : 수호 부 역
- 진수현 : 수호 계모 역
- 이은성 : 어린 현수 역
- 전준재 : 어린 필호 역
- 정연욱 : 어린 진영 역
- 박상훈 : 어린 강수호 역
- 권철 : 현수 부 역
- 김정은 : 현수 모 역
- 손동일 : 진영 부 역
- 권혜영 : 진영 모 역
- 조재붕 : 필호 부 역
- 황창기 : 경아 부 역
- 이민영 : 경아 모 역
- 유상흘 : 중년남자 역
- 김태범 : 정 선생 (고등학교) 역
- 송하림 : 학주 (고등학교) 역
- 박규남 : 선생 1 (고등학교) 역
- 구민혁 : 선생 2 (고등학교) 역
- 김다원 : 신사임 (고등학교) 역
- 함혜영 : 양호선생 (고등학교) 역
- 김태형 : 학생 4 (고등학교) 역
- 이정현 : 북극곰 (고등학교) 역
- 정수경 : 반장 (고등학교) 역
- 김태영 : 전교회장 (고등학교) 역
- 이혜민 : 소연꼬붕 (고등학교) 역
- 윤서 : 서울녀 2 역
- 오재민 : 1등 (중학교) 역
- 이정현 : 통(중학교) 역
- 김주하 : 반장(중학교) 역
- 김우진 : 교장 1 (중학교) 역
- 윤석이 : 교장 2 (중학교) 역
- 강시아 : 룸아가씨 1 역
- 이수민 : 룸아가씨 2 역
- 염문경 : 룸아가씨 3 역
- 미스터 팡 : 나이트클럽 MC 역
- 임채선 : 룸 웨이터 역
- 김진혁 : 경찰반장 역
- 강덕중 : 경찰 2 역
- 박상규 : 부산오야붕 역
- 박정욱 : 어른 1 역
- 금광산 : 어른 2 역
- 박창화 : 현수친척 (영화관사장) 역
- 정지영 : 영화관 매표원 역
- 임진택 : 스님 역
- 김준범 : 기타가게주인 역
- 어주선 : 중국집할아버지 역
- 신동훈 : 젊은남자 (계모남) 역
- 안세환 : 보험회사직원 역
- 이혁진 : 당구장주인 역
- 김명관 : 전당포주인 역
- 윤욱근 : 쌀집주인 약
- 이현수 : 약재상주인 역
- 이승우 : 허리케인 멤버 역
- 전준환 : 허리케인 멤버 역
- 박종훈 : 허리케인 멤버 역